# Canyon d'Osum
Les gorges d'Osum ou canyon d'Osum (en Albanais : Kanioni i Osumit) est une gorge fluviale située dans le sud de l'Albanie, près de la ville de Çorovodë. La rivière Osum, passant par la ville de Berat, traverse le canyon et lui a donné son nom. Le canyon est protégé au sein du parc national du Mont Tomorr.

## Description
Les gorges de la rivière Osum sont l’une des attractions naturelles les plus spectaculaires d’Albanie. Au printemps, les hautes eaux issues de la fonte des neiges permettent d'explorer toute la longueur des gorges depuis la rivière. Le printemps est également la meilleure période pour admirer les nombreuses cascades des gorges, qui grondent d'en haut tandis que les visiteurs passent en contrebas sur des bateaux. À la fin de l'été, lorsque le niveau de l'eau est plus bas, toute la longueur de la gorge n'est pas navigable, mais il existe diverses promenades avec des possibilités de baignade dans diverses piscines et ruisseaux.
La gorge fait 26 km de long, à une altitude de 450 m, elle se serait formée il y a 2 à 3 millions d'années par l'érosion hydrique. Il existe de nombreux passages souterrains et grottes inexplorées sur toute la longueur de la gorge.
Les bords de la gorge possèdent un écosystème inhabituel qui préserve la verdure des deux côtés de la gorge toute l'année. Des buissons méditerranéens comme la bruyère et l'églantier s'y épanouissent, ainsi qu'une flore et une faune riches. Sur les pentes, l'érosion a créé des parois de cavernes criblées de petites grottes. Certaines formations rocheuses de la gorge portent des noms fantaisistes tels que la Cathédrale, l'Œil et la Porte du Démon.

## Galerie

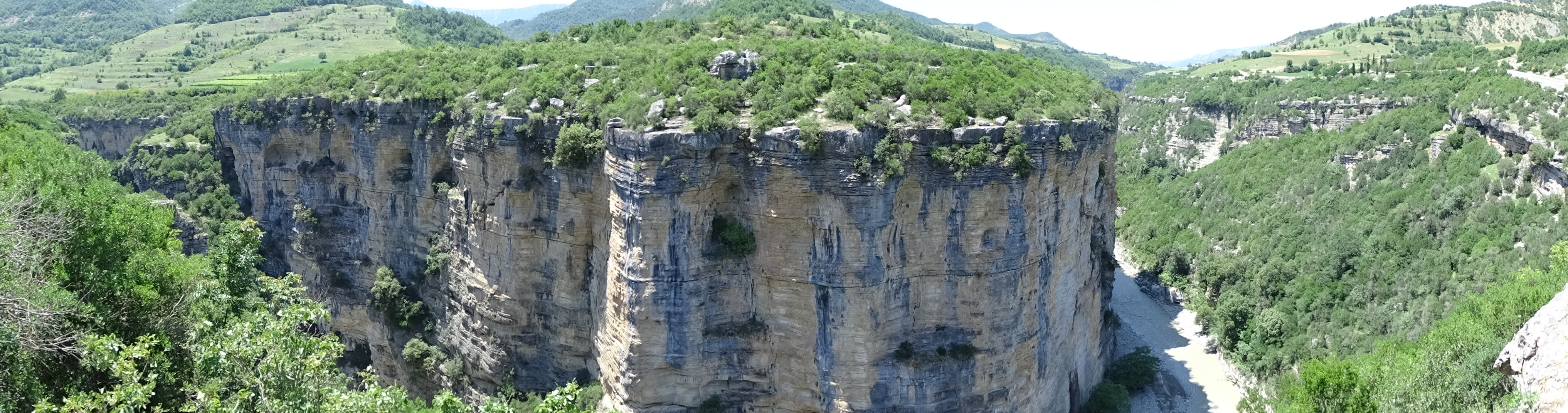
Vue panoramique des gorges d'Osum
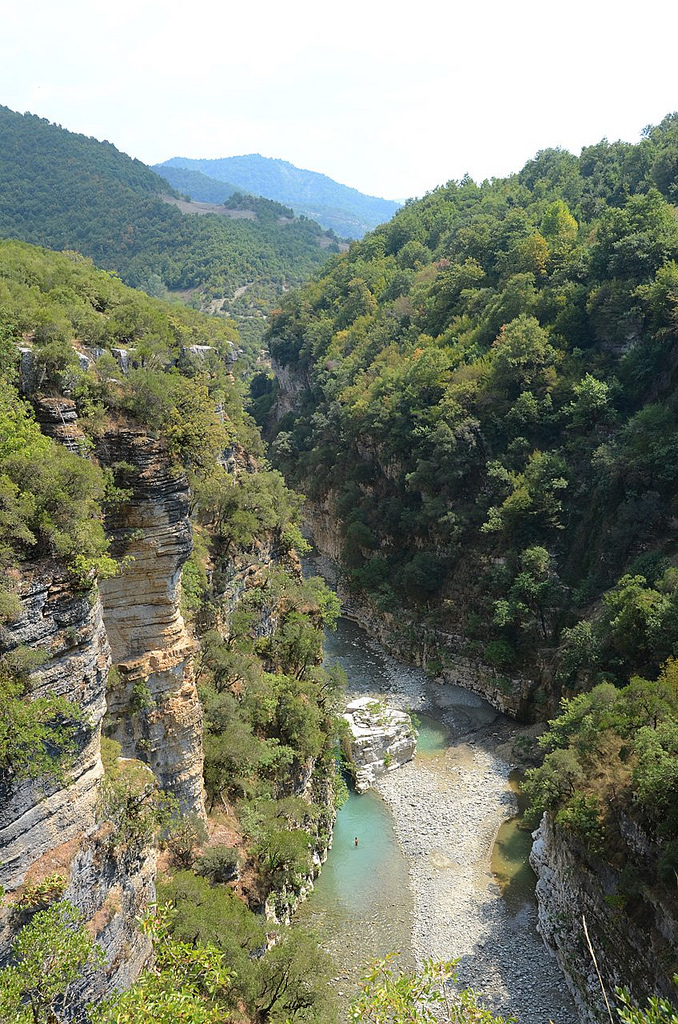
Gorges d'Osum
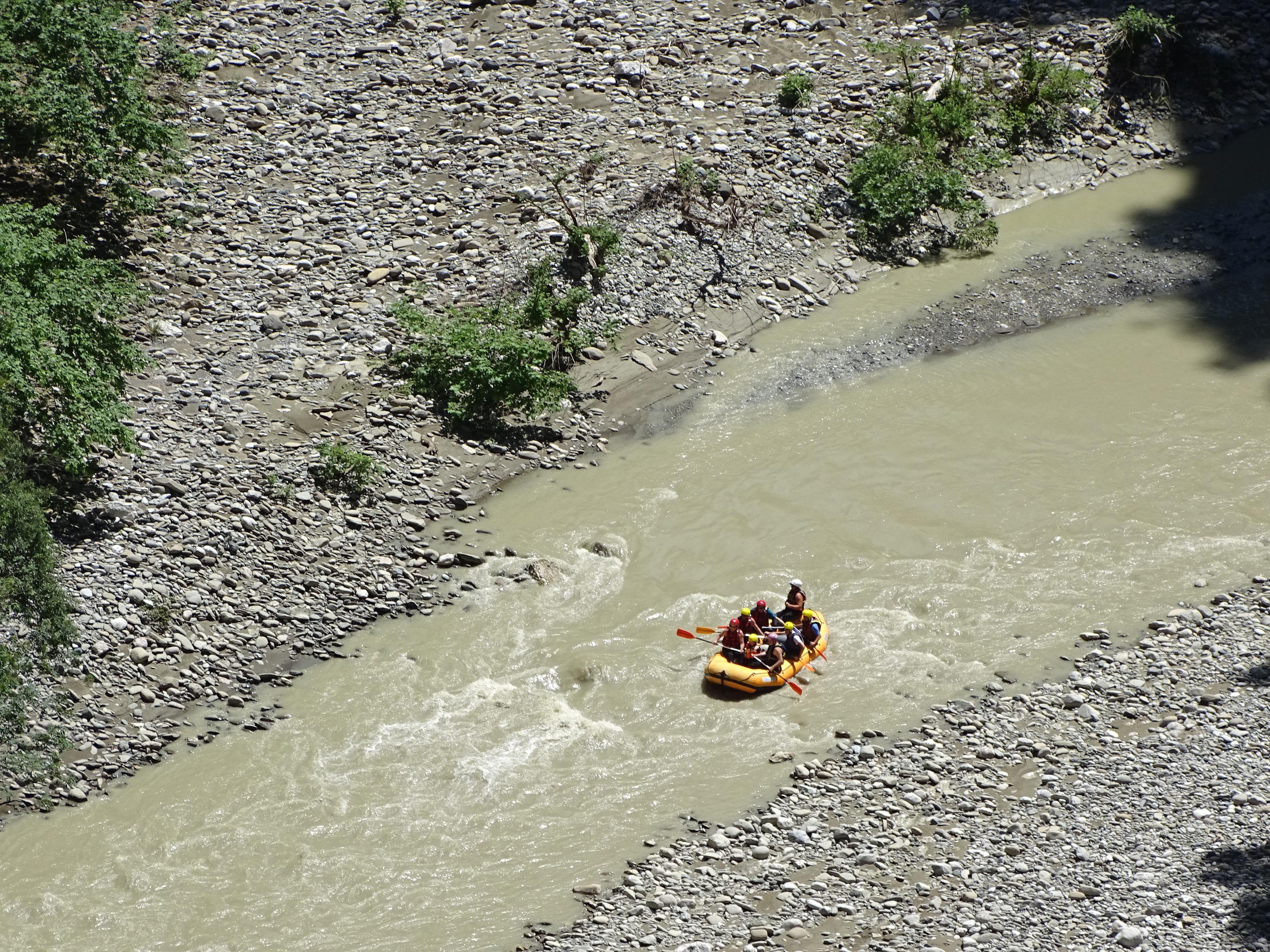